# Modelo Biba
O modelo Biba ou Modelo de Integridade Biba, desenvolvido por Kenneth J. Biba em 1977, é um modelo formal de transição de estado para políticas de segurança de computador que descreve um conjunto de regras de controle de acesso destinadas a assegurar a integridade de dados. O modelo Biba utiliza agrupamentos de dados e sujeitos em níveis ordenados de integridade, para que um sujeito não possa corromper objetos em um nível mais alto que o seu, ou ser corrompido por objetos de um nível inferior ao seu.
Em geral, o modelo Biba foi desenvolvido para contornar uma fraqueza no Modelo Bell–LaPadula, que é direcionado apenas para a confidencialidade de dados.

## Características
Em geral, a preservação da integridade dos dados tem três objetivos:
- Impedir a modificação de dados por pessoas não autorizadas
- Impedir a modificação não autorizada de dados pelas partes autorizadas
- Manter a consistência interna e externa (ou seja, dados refletem o mundo real)

Esse modelo de segurança é direcionado para a integridade de dados (em vez de confidencialidade) e é caracterizado pela frase: "não leia-para-baixo, não escreva-para-cima". Isto está em contraste com o Modelo Bell–LaPadula que é caracterizado pela frase "não leia-para-cima, não escreva-para-baixo".
No modelo Biba, os usuários só podem criar conteúdo num nível de integridade igual ou inferior ao seu (um monge pode escrever um livro de oração que pode ser lido por pessoas comuns, mas não um livro para ser lido por um sumo sacerdote). Por outro lado, os usuários só podem visualizar conteúdo em ou acima de seu nível de integridade (um monge pode ler um livro escrito pelo sumo sacerdote, mas não pode ler um panfleto escrito por um plebeu humilde). Outra analogia a considerar é o da cadeia de comando militar. Um General pode escrever ordens para um Coronel, que pode emitir essas ordens a um Major. Desta forma, as ordens originais do General são mantidos intactas e a missão dos militares é protegida (assim, integridade "não ler-para-baixo"). Inversamente, um Soldado nunca pode escrever ordens para a seu Sargento, que nunca pode emitir ordens a um Tenente, protegendo também a integridade da missão ("não escrever-para-cima").
O modelo Biba define um conjunto de regras de segurança semelhante, porém inverso, ao Modelo Bell–LaPadula:
1. O Axioma da Integridade Simples declara que um sujeito em um dado nível de integridade não deve ler um objeto em um nível de integridade inferior ao seu(não leia-para-baixo).
2. O Axioma da Integridade-★ (estrela) declara que um sujeito em um dado nível de integridade não deve escrever para qualquer objeto em um nível superior ao seu (não escreva-para-cima).

## Implementações
- In FreeBSD, o Modelo Biba é implementado pela política MAC mac_biba. [2]